# Olga Kaniskina
Olga Kaniskina (en russe Ольга Николаевна Каниськина, Olga Nikolayevna Kaniskina, née le 19 janvier 1985 à Napolnaya Tavla, en Mordovie soviétique) est une athlète russe, spécialiste de la marche. Sur 20 km, elle est championne olympique en 2008 à Pékin et championne du monde en 2007 à Osaka. 
Sanctionnée pour dopage, elle a perdu ses deux titres mondiaux obtenus en 2009 et 2011, sa médaille d'argent olympique acquise en 2012, ainsi que sa médaille d'argent européenne décrochée en 2010. 

## Carrière
Vice-championne d'Europe du 20 km en 2006 à Göteborg, Olga Kaniskina est couronnée championne du monde en 2007 à Osaka, en 1 h 30 min 09 s.
Le 23 février 2008, lors des Championnats de Russie disputés à Adler, elle bat dans un premier temps le record du monde du 20 km marche en 1 h 25 min 11. Ce record n'est cependant pas homologué par l'IAAF, car l'une des conditions d'homologation, la présence indispensable de 3 juges certifiés par la fédération internationale, n'a pas été respectée. Quelques mois plus tard, la Russe devient championne olympique de la distance à Pékin en 1 h 26 min 31 s, améliorant de près de deux minutes trente le record olympique de Wang Liping. 
Le 16 août 2009, Olga Kaniskina s'adjuge la médaille d'or du 20 km des Championnats du monde de Berlin avec le temps de 1 h 28 min 09 s, devançant l'Irlandaise Olive Loughnane et la Chinoise Liu Hong. De nouveau vice-championne d'Europe en 2010 à Barcelone derrière Anisya Kirdyapkina, elle décroche son troisième titre consécutif de championne du monde en 2011 à Daegu en 1 h 29 min 42 s. En 2012, elle prend la médaille d'argent aux Jeux olympiques de Londres, à seulement sept secondes de sa compatriote Elena Lashmanova qui signe alors un nouveau record du monde.

## Dopage
En raison de valeurs hématologiques anormales dans son passeport biologique, Olga Kaniskina est suspendue trois ans et trois mois par la fédération russe le 20 janvier 2015. Le Tribunal arbitral du sport annule tous les résultats de la marcheuse russe entre 2009 et 2013, ce qui lui fait perdre ses deux titres mondiaux obtenus en 2009 et 2011, sa médaille d'argent olympique de Londres, ainsi que sa médaille d'argent européenne de Barcelone.
Elle annonce sa retraite sportive en novembre 2013, à 28 ans, en même temps que son compatriote coureur de demi-fond Yuriy Borzakovskiy. Finalement de retour sur les pistes, elle réalise 1 h 25 min 54 s à Sotchi fin février 2016.

## Palmarès

### Jeux olympiques
- Jeux olympiques d'été de 2008 à Pékin :
  -  Médaille d'or du 20 km marche

### Championnats du monde
- Championnats du monde d'athlétisme 2007 à Osaka :
  -  Médaille d'or du 20 km marche

### Championnats d'Europe
- Championnats d'Europe d'athlétisme 2006 à Göteborg :
  -  Médaille d'argent du 20 km marche

## Records
| Épreuve      | Temps           | Lieu  | Date            |
| ------------ | --------------- | ----- | --------------- |
| 20 km marche | 1 h 24 min 56 s | Adler | 28 février 2009 |